# Marlborough Rugby
Marlborough Rugby fue un equipo de rugby de Nueva Zelanda que tenía sede en la ciudad de Blenheim.

## Historia
Fue fundada en 1888, durante su historia logró poseer 2 veces la Ranfurly Shield en 1973 y 1974.
Desde el año 1976 hasta el 2005 participó en el National Provincial Championship entre clubes provinciales de Nueva Zelanda, en la cual logró campeonatos de segunda y tercera división.
En el año 2006 con la reorganización del National Provincial Championship en dos competencias, Mitre 10 Cup y el Heartland Championship se vieron en la necesidad de fusionarse con Nelson Bays para formar un equipo más competitivo y mantenerse en la primera división y formaron el equipo de Tasman Makos.
Durante su historia se enfrentó a diferentes equipos nacionales, logrando triunfos sobre Fiyi y Francia.

## Palmarés
- Segunda División Sur del NPC (1): 1978, 1979
- Tercera División del NPC (1): 1997

## All Blacks
- Charlie Fitzgerald (1922)
- Jack Best (1935-36)
- Ian Hammond (1951-52)
- Phil Clarke (1967)
- Alan Sutherland (1968, 1970-73, 1976)
- Brian Ford (1977-79).